# Zahra Khanom Tadj es-Saltaneh
Zahra Khanom Tadj es-Saltaneh (pers. ‏تاج‌السلطنه‎; ur. w 1884, w Teheranie, zm. 25 stycznia 1936 tamże) – perska księżniczka Zahra z dynastii Kadżarów. Znana jako feministka, działaczka na rzecz praw kobiet i pamiętnikarka. Jej ojcem był Naser ad-Din Szah Kadżar, król Persji. Aref Ghazwini napisał dla niej wiersz pt. Fe eh ya Qajar.

## Życiorys

### Dzieciństwo
Jej ojcem był król Persji, Naser ad-Din Szah Kadżar, a matką Tooran al-Saltaneh. W wieku siedmiu lat otrzymała wykształcenie podstawowe w szkole królewskiej. W 1893 została zmuszona do opuszczenia szkoły i pobierania nauk u prywatnych nauczycieli. Uczyła się języka perskiego, literatury i historii, a także gry na pianinie, malarstwa oraz sztuki haftu.

### Wygląd
W oczach perskich mężczyzn była okazem piękna. Miała okrągłą i pulchną sylwetkę, taką samą muskulaturę jak mężczyzna, długie i grube brwi, duże oczy, wąsy i brodę.

### Życie i kariera
Kiedy Zahra miała zaledwie dziewięć lat, jej ojciec zaaranżował jej zaręczyny z jedenastoletnim arystokratą, Sardarem Hassanem Shojah al-Saltaneh, a zaledwie sześć miesięcy później podpisał dla niej umowę małżeńską. Kiedy księżniczka miała trzynaście lat, jej ojciec został zabity, a jej mąż zabrał ją do swojego domu i skonsumował małżeństwo. Para miała czworo dzieci. Kiedy kobieta była w ciąży po raz piąty, dowiedziała się, że jej mąż cierpi na chorobę przenoszoną drogą płciową, która może poważnie wpłynąć na rozwój płodu, dlatego postanowiła usunąć ciążę. Po wszystkich bolesnych doświadczeniach rozstała się z mężem. Była jedną z pierwszych kobiet w rodzinie królewskiej, która postanowiła się rozejść. 
W 1908 wyszła za mąż po raz drugi; małżeństwo trwało tylko kilka miesięcy. W tym samym roku para rozwiodła się. W 1909 wyszła za mąż po raz trzeci.
W późniejszych latach poświęciła swoje życie pisaniu i czytaniu, a także aktywnie zaangażowała się w działalność konstytucyjną i feministyczną. Była członkinią Stowarzyszenia Kobiet, wraz z kilkoma innymi kobietami z rodziny królewskiej podczas rewolucji konstytucyjnej w Persji w latach 1905–1911, i walczyła o prawa kobiet.
Zmarła w Teheranie 25 stycznia 1936, pozostawiając po sobie pamiętnik autobiograficzny, spisany w formie długiego listu, ważnego zarówno jako dokument historyczny, jak i dzieło literackie.

## Galeria

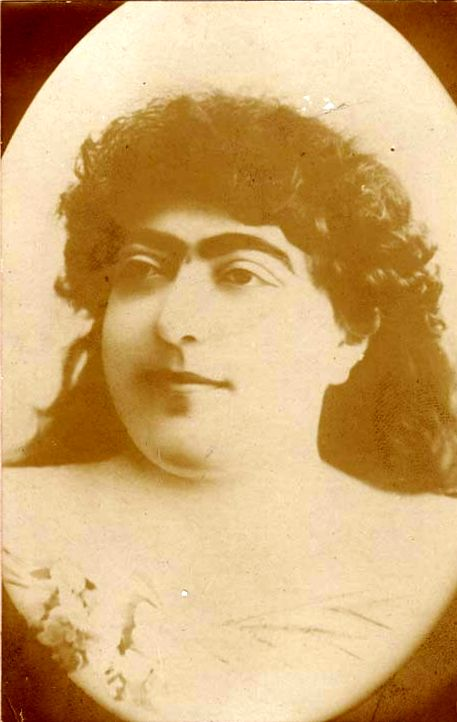
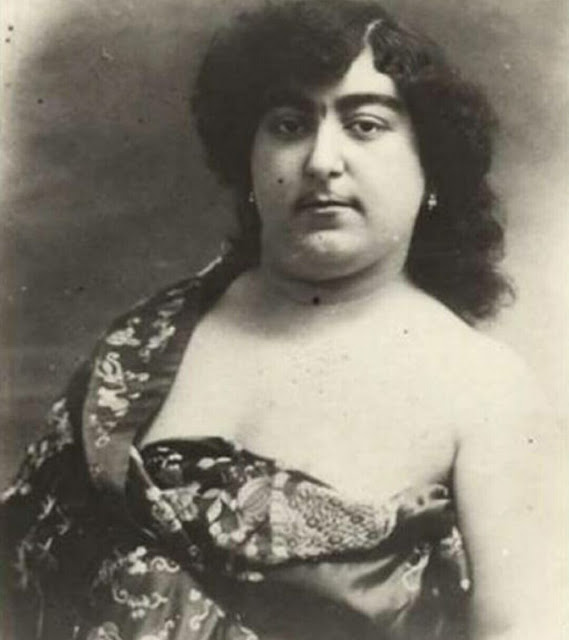
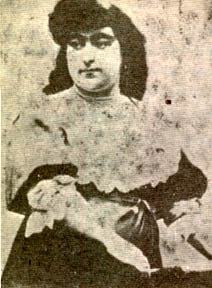